# Die Insel der Verschollenen
Die Insel der Verschollenen er en tysk stumfilm fra 1921 af Urban Gad.

## Medvirkende
- Fritz Beckmann som Jim
- Hans Behrendt som Pat Quickly
- Alf Blütecher som Robert Marston
- Louis Brody
- Tronier Funder som Dr. Ted Fowlen
- Umberto Guarracino
- Ludmilla Hell som Evelyn Wilkinson